# Antonino Palminteri
Antonino Palminteri (Menfi, 3 ottobre 1846 – Pracchia, 31 luglio 1915) è stato un compositore e direttore d'orchestra italiano.

## Biografia
(Giacomo Puccini, lettera ad Antonino Palminteri, dicembre 1894)
Esponente di una famiglia benestante di Menfi, completò gli studi musicali nel 1870 presso il Real Conservatorio di Palermo (ora Conservatorio Alessandro Scarlatti), allora diretto da Pietro Platania. Nel 1874 vinse il concorso di titolare della cattedra di armonia presso quel Conservatorio, carica che abbandonò nel 1878 per trasferirsi a Milano, dove intraprese la carriera di compositore. 
La sua prima opera teatrale giovanile fu L'Imene dei Rizzari, oggi perduta, cui  seguì  Arrigo II, tragedia lirica in quattro atti su libretto di Vincenzo Ramirez.  L’Arrigo II va in scena la prima volta, sabato 12 ottobre 1878 al teatro Sociale di Monza, con la benevolenza  della Casa Musicale Francesco Lucca nella persona della Signora Giovannina Lucca Strazza, col favore di  mecenati come Francesco Ponti, e critici musicali come Filippo Filippi. Intanto, nell'ambiente del Regio Conservatorio di Milano, diretto da Antonio Bazzini, Palminteri si  trovò spesso a sostituire i colleghi Galli, Coronaro e probabilmente anche Ponchielli alla cattedra di Composizione durante i periodi della loro assenza; si fece presto stimare ed apprezzare tanto da essere nominato, dal 1880 al 1893, quale componente della commissione per gli esami di promozione e di licenza di Composizione.
Nell'anno accademico 1881-1882 si trovò ad esaminare e a vidimare il compito dell'allievo Giacomo Puccini, col quale, da lì a qualche anno, avrebbe intessuto un cordiale rapporto artistico segnato da un significativo carteggio. 
L’Arrigo II, oltre che a Monza (1880) e al teatro Sociale di Voghera (1882), venne rappresentata al Comunale di Ferrara (1880), al Coccia di Novara, al teatro Sociale di Bergamo (1881) e a Casale Monferrato (1882), sempre accompagnate da generosi commenti e recensioni giornalistiche, come quella di Parmenio Bettoli sulla Gazzetta Provinciale di Bergamo del 27 gennaio 1881.
Il 13 ottobre 1883 al teatro Dal Verme di Milano va in scena un'altra opera teatrale di Palminteri, Amazilia, tragedia lirica in quattro atti su libretto di Angelo Zanardini. Ma il successo di questo spartito non fu pieno, anche in rapporto alle alte aspettative che attorno ad esso si nutrivano e Palminteri, tanto mite nel carattere quanto rigoroso nel campo artistico, ritenne di  votarsi al campo della concertazione e della direzione d'orchestra che sentiva oltremodo congeniale. La sua attività di compositore continuò poi nell'ambito più leggero delle romanze da salotto.

### La carriera di direttore d'orchestra
L'attività di direttore d'orchestra e maestro concertatore di Palminteri è documentata da numerosi quotidiani e riviste dell'epoca. La prima opera da lui diretta di cui si ha notizia è La Favorita, rappresentata nel 1883 al Teatro Riccardi di Bergamo. Da allora, fino al 1913, Palminteri ha diretto un repertorio amplissimo che andava da Donizetti a Verdi, da Bellini a Bizet, Wagner e Meyerbeer. Particolarmente partecipata fu la resa teatrale delle opere dei giovani compositori quali Mascagni, Leoncavallo, Catalani, Franchetti, Giordano e soprattutto Puccini. Con alcuni di questi giovani compositori Palminteri ebbe anche un rapporto epistolare, specialmente con Puccini. La sua carriera si svolse soprattutto nei teatri della provincia dell'Italia del centro nord, ma non mancarono le tournée all'estero: il 1º gennaio del 1892  è al Teatro Salone Alessandro di Pietroburgo, a dirigere con successo Aida e altre opere; con lui i celebri cantanti  Mazzoli-Orsini, Angelo Masini, Casini e Lombardi. L'anno successivo è a Valenza con un repertorio pregevole: Otello; Lohengrin; Mefistofele; Aida;  L'Africana;  Faust;  La Favorita; Lucrezia; Roberto il Diavolo; Carmen; Gli Ugonotti: al suo seguito vi era il celebre tenore Francesco Tamagno. Nel marzo del 1894 ritorna in Spagna e ripete il trionfo della precedente tournée.
Palminteri fu molto famoso nella sua epoca. I giornalisti lo seguivano nei suoi spostamenti e ne tallonavano i trasferimenti anche durante le prove. Lui invece fu sempre schivo e riservato e anche per questo i giornalisti simpaticamente si vendicavano vignettando gli articoli che parlavano di lui. La caricatura più diffusa del maestro Palminteri era quella che lo immortalava durante la direzione d'orchestra, quando Palminteri perdeva la sua consueta calma e pacatezza e si animava di forza e spirito artistico che esprimeva con movimenti frenetici e nervosi. Poi ritornava alla sua consueta indole mite e discreta che si manifestava con punte di eccessiva modestia.

## Opere
Tutte le opere contrassegnate con  (*) al momento risultano perdute. 

### Opere teatrali
- L'Imene dei Rizzari (*) - opera drammatica giovanile in tre atti, circa 1869, non rappresentata
- Arrigo II, tragedia lirica in quattro atti su libretto di Vincenzo Ramirez; T. Sociale di Monza, 12 ottobre 1878;
- Amazilia, dramma lirico in quattro atti su libretto di A. Zanardini; T. Dal Verme di Milano, 13 ottobre 1883

### Composizioni per orchestra
- Arrigo II Preludio, Ed. A. Forlivesi & C., Firenze dopo il 1882
- Elegia, manoscritto
- Minuetto, manoscritto
- Serenata, Ed..A. Forlivesi & C., Firenze dopo il 1882
- A Natale, parti staccate, R. Fantuzzi, Milano fine 1800
- Danza Caratteristica opera postuma, Partitura per Grande Orchestra, manoscritto
- Canzone Campestre, parti staccate manoscritte
- Canzone Messicana (In Sogno) (*) -  parti staccate manoscritte
- Danza Norvegese (*) - parti staccate manoscritte
- Piccola Ronda (*) - parti staccate manoscritte

### Musica Sacra
- Esposizione di Fuga Reale a 8 parti Cum Sancto Spiritu in gloria Dei Patris, Ed. A. Forlivesi & C., Firenze (dopo il 1900)
- Fuga tonale a 4 parti Et vitam venturi saeculi, Ed. A. Forlivesi & C., Firenze (dopo il 1900)
- Fugato a 4 parti Benedicamus Patrem et Filium cum Sancto Spiritu, Ed. A.Forlivesi & C., Firenze (dopo il 1900)
- Inno al SS. Sacramento (*) - per organo e coro, febbraio 1915
- Tantum Ergo (*) - per organo e coro, febbr. 1915

### Musica per pianoforte
- Raccontino, G. Ricordi & C., Milano, circa 1904
- Bozzetto pastorale, ed. A. Bertarelli & C. di A. V. Monti, Milano fine 1800
- Piccola Toccata, Ed. A. Forlivesi & C., Firenze, dopo il 1882
- 5 Piccoli Pezzi per Pianoforte, Tempo di Valzer (*), Serenata Campestre (*), Stornellando, A Natale, Tempo di Minuetto (*) - R. Fantuzzi Editore, Milano
- Piccola Danza Libica, G. Mignani & Figlio, Firenze dopo 1900
- Tempo di Gavotta (*), Ed. Forlivesi & C., Firenze dopo il 1882
- Bassi del Padre Mattei (*) armonizzati, copia autografa.

### Composizioni per canto e pianoforte
- La Pia (Dante Alighieri), Stabilimento musicale F. Lucca, Milano circa 1881
- Il Trovatore, canzonetta, (E. Lombardi), Stabilimento musicale F. Lucca, Milano circa 1874
- Lo Sguardo di Crinatèa, canzonetta, (G. Imbornone), Stabilimento musicale F.Lucca, Milano circa 1874
- La Calunniata, romanza (L. Capranica), Stabilimento musicale F. Lucca, Milano 1878
- Fior di Siepe, stornello, (L. Stecchetti), G. Ricordi & C., Milano circa 1880
- L'ultima volta, melodia, (R. E. Pagliara), G. Ricordi & C., Milano circa 1880
- Il Menestrello, (E. De Luppis Rammer), G. Ricordi & C., Milano circa 1880
- Un Pensiero, romanza, Gio. Canti, Milano circa 1880
- Lontananza, melodia, (L. Morrione), Stabilimento musicale F. Lucca, Milano circa 1879
- A lei sull'arpa, melodia, Gio. Canti, Milano circa 1880
- Serenata d'un angelo, (E. Panzacchi), Stabilimento musicale F. Lucca, Milano circa 1879
- Gawara, cantilena (A. Zanardini), Stabilimento musicale F. Lucca, Milano circa 1879
- Canzone messicana, (A. Zanardini), Stabilimento musicale F. Lucca, Milano circa 1880

### Riduzioni
- Arrigo II, riduzione per voci e pianoforte, Stabilimento musicale F. Lucca, Milano circa 1880
- Amazilia, riduzione per voci e pianoforte, G. Ricordi & C., Milano circa 1891
- Danza Caratteristica (*) - ridotta per banda da R. Dori
- Bozzetto pastorale, ridotto per quartetto d'archi da A. Binelli, ed. A. Bertarelli & C.di A. V. Monti, Milano, prima del 1915
- Piccola Danza Libica, ridotta per banda da R. Matini, ed. G. e P. L. Mignani, Firenze dopo il 1900
- Marcia (*) dall'Arrigo II, riduzione per banda di S Cristiani